# Ringu Tulku

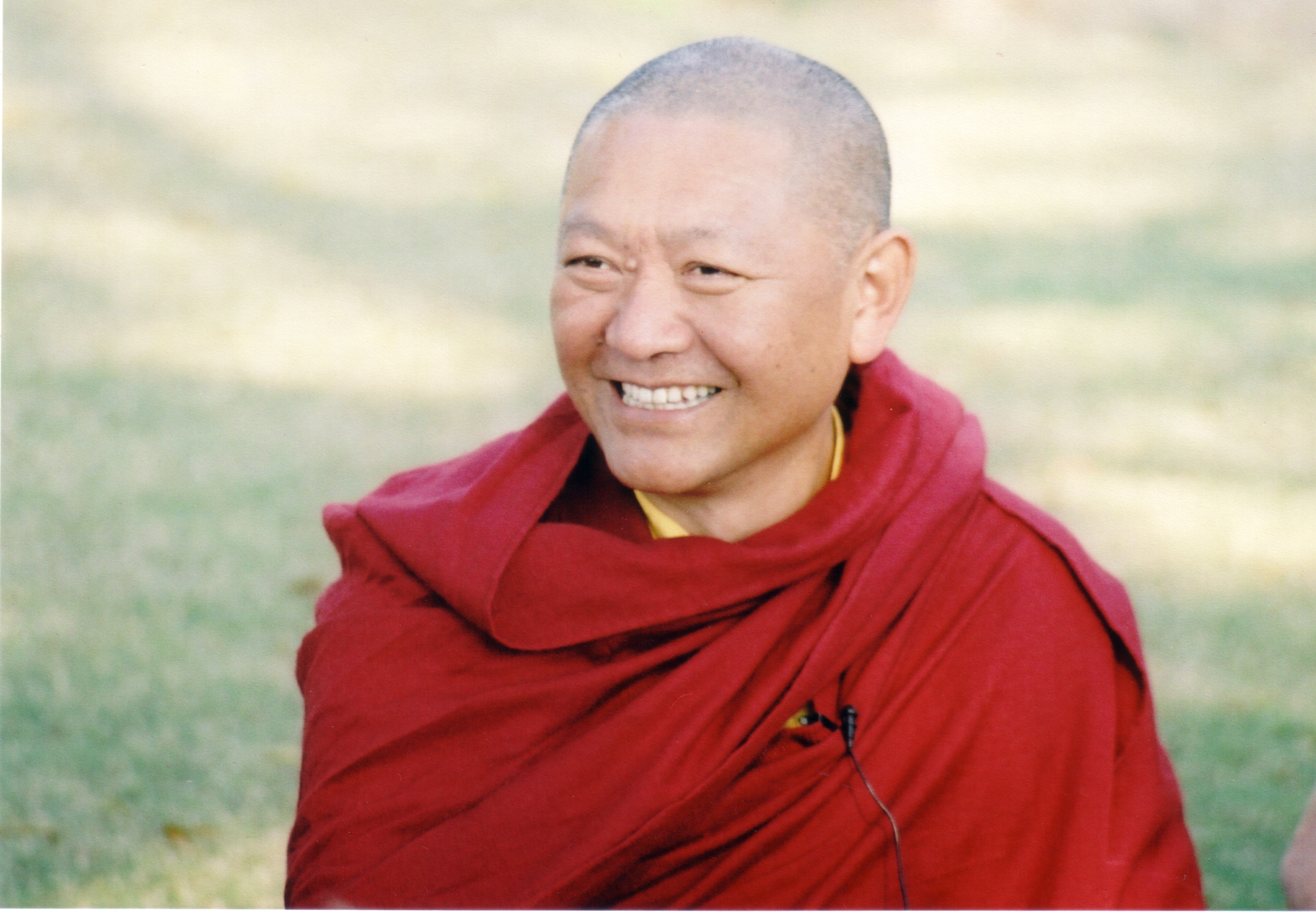
Ringu Tulku Rinpoche 2007

Ringu Tulku (tib.: ri mgul sprul sku; * 1952 in Kham) ist ein tibetischer Lama und Gelehrter.

## Leben
Ringu Tulku Rinpoche ist ein Mönch und buddhistischer Gelehrter aller vier großen tibetisch-buddhistischen Schulen des Vajrayana, insbesondere in den tibetischen Mahamudra- und Dzogchen-Lehren.
Ringu Tulku Rinpoche wurde 1952 in Kham geboren. Zwischen 1957 und 1959 flüchtete er mit seiner Familie vor der Volksbefreiungsarmee nach Indien. Seitdem lebt er in Sikkim.
Er wurde als Tulku des Abtes des Rigul-Klosters erkannt und seit seiner frühen Kindheit dementsprechend erzogen. Ringu Tulku wurde von vielen großen Meistern aller Schulrichtungen des tibetischen Buddhismus umfassend ausgebildet. Seine wichtigsten Lehrer waren der 16. Gyalwa Karmapa und Dilgo Khyentse Rinpoche.
Zusätzlich hat Ringu Tulku Rinpoche auch ein akademisches Studium absolviert. Er studierte am Namgyal Institute of Tibetology in Gangtok und der Sampurnananda Sanskrit University in Varanasi, Indien und erhielt dort den Abschluss eines Acharya. Für seine umfassende Arbeit zu Jamgön Kongtrül Lodrö Thaye und der Rime Bewegung verlieh ihm die von Dudjom Rinpoche gegründete International Nyingma Society den Titel eines Lopon Chenpo, der einem Doktorgrad entspricht.
Ringu Tulku Rinpoche hat alle vier Hauptrichtungen des tibetischen Buddhismus studiert und praktiziert. Er war 17 Jahre lang Professor für Tibetologie und Buddhismus in Gangtok.
Seit 1990 besucht er regelmäßig zahlreiche buddhistische Zentren in Europa, den Vereinigten Staaten, Kanada, Australien und Asien. Ein besonderes Anliegen bedeutet Ringu Tulku Rinpoche der interreligiöse Dialog, um zu Verständnis, Toleranz und Frieden in der Welt beizutragen. Er ist Gründer der Bodhicharya Organisation (siehe auch Bodhicharyavatara).

## Zitate
- Non-communication breeds misunderstanding.

- Ignorance is the most fertile ground for growing doubts and misconceptions.

RINGU TULKU: THE RIME (RIS-MED) MOVEMENT OF JAMGON KONGTRUL THE GREAT
- If, by trying to understand the truth, you dispel the misunderstandings of some people and thereby some philosophies are damaged - that cannot be taken as criticising the views of others.

CHANDRA KIRTI: MADHYAMIKA-AVATARA
Alle Zitate entnommen dem unten genannten Vortrag von Ringu Tulku.

## Werke
deutsch
- zusammen mit Robert Nairn: Leben, Träumen, Sterben. Das Tibetische Totenbuch und die westliche Psychologie. Theseus, Berlin 2004, ISBN 978-3896202260
- Zuflucht. Sinn und Pfad entdecken. Bodhicharya Verlag, Hamburg 2003, ISBN 3-937457-13-5 (aus der Lazy Lama Reihe Nr. 3)
- Buddhistische Mediation. Bodhicharya Verlag, Hamburg 2002, ISBN 3-00-009562-4 (aus der Lazy Lama Reihe Nr. 1)
- Das Juwel des Drachen. Märchen aus Tibet. Theseus, Berlin 1998, ISBN 3-89620-121-2
- Pu-Tschungs Abenteuer in Tibet. Arbor, Freiamt 1997, ISBN 978-3924195311 (Bildererzählung)

englisch
- The Ri-Me Philosophy of Jamgon Kongtrul the Great: A Study of the Buddhist Lineages of Tibet. Shambhala Publications, Boston 2006, ISBN 1590302869
- Mind Training, Snow Lion Publications, Mai 2007, ISBN 1-55939-278-9 (10), ISBN 978-1-55939-278-5 (13)[3]